# Conceição do Araguaia (gemeente)
Conceição do Araguaia is een gemeente in de Braziliaanse deelstaat Pará. De gemeente telt 46.571 inwoners (schatting 2017).